# Constance Jones
Pour les articles homonymes, voir Jones.
Emily Elizabeth Constance Jones (19 février 1848 - 9 avril 1922) est une philosophe et éducatrice britannique, spécialiste de la logique et l'éthique. Elle est principale de Girton College de 1903 à 1916.

## Biographie
Constance Jones naît à Langstone Court, Llangarren, Herefordshire, fille de John Jones et d'Emily Oakley, de Monmouthshire, tous deux d'origine galloise. Elle est l'aînée de dix enfants. Constance était principalement instruite à la maison. Elle passa ses premières années d'adolescence avec sa famille au Cap, en Afrique du Sud, et à leur retour en Angleterre en 1865, elle fréquente une école privée à Cheltenham, pendant un an.
Elle prépare ensuite de façon intensive l'examen d'entrée au Girton College de Cambridge en prenant des cours de grec par correspondance et durant deux mois avec une ancienne élève de Newnham, Alice Gruner à Sydenham, et elle est admise à Girton en 1875. Intéressée par ses lectures d'Henry Fawcett (1863) et de John Stuart Mill (1843), elle prépare les tripos de  sciences morales et, malgré une interruption de ses études pendant quelque temps, pour des raisons familiales, obtient en 1880 une mention très bien aux tripos.
Elle revient à Girton en 1884 grâce à une bourse de recherche et d'enseignement en sciences morales. Elle poursuit ses études avec Henry Sidgwick, James Ward et John Neville Keynes, et achève la traduction de Mikrokosmus  de Lotze initiée par Elizabeth Hamilton. Elle édite les Methods of Ethics de Henry Sidgwick (1901) et son Ethics of Green, Spencer et Martineau (1902), et elle publie Elements of Logic (1890), A Primer of Logic (1905), A Primer of Ethics (1909), A New Law of Thought and its Logical Bearing (1911).
Elle succède à Elizabeth Welsh comme « mistress » (c'est-à-dire principale) de Girton College en 1903 et occupe cette fonction jusqu'à sa retraite en 1916. Elle publie Collège Girton (1913).

## Activités scientifiques
Jones est l'une des premières femmes membres de la Société aristotélicienne en 1892, et siège au comité exécutif de la société de 1914 à 1916. Elle est la première femme ayant donné une communication au Cambridge University Moral Sciences Club, sur le Naturalisme et l'agnosticisme de James Ward, le 1er décembre 1899, sous la présidence du philosophe Henry Sidgwick,.
La contribution la plus significative de Constance Jones à la philosophie est en logique et elle est largement considérée comme une autorité dans ce domaine par ses contemporains. Son travail majeur est A New Law of Thought and its Logical Bearings (1911). Elle s'intéresse principalement à la portée et à l'interprétation des propositions. George Frederick Stout estime qu'« elle a rendu un bon service en insistant sur la distinction entre l'interprétation du point de vue de l'orateur et celui de l'auditeur ». Dans son autobiographie, Constance Jones évoque sa fascination précoce pour les questions liées à la nature et à la structure du contenu : « Cette question non résolue - qu'est-ce qui est affirmé lorsque vous faites une déclaration et quelle est la forme appropriée de déclaration ? - m'avait profondément intéressée à l'époque où j'étais étudiante et perplexe devant les récits de propositions de Mill et Jevons ». Elle a publié plusieurs manuels sur la logique et a consacré plusieurs articles à la logique et l'éthique, en particulier sur l'hédonisme éthique de Sidgwick.
Elle meurt à Weston-super-Mare, Somerset, le 17 avril 1922 et est inhumée dans la commune.